# Důl 9. květen
Důl 9. květen byl černouhelný důl patřící mezi nejmladší doly v ostravskokarvinské uhelné oblasti. Důl ležel ve Stonavě na pomezí s Horní Suchou. Důlní pole zasahuje obce Stonava, Horní Suchá, Albrechtice a Karviná. Důl byl v provozu od roku 1960 do 31. března 2016, kdy byl vytěžen a těžba ukončena.

## Historie
Na začátku 50. let 20. století se v souvislosti s požadavky průmyslu začalo uvažovat o těžbě v sušsko-stonavském důlním poli. Toto důlní pole se mělo vytěžit z dolů Prezident Gottwald a dolu Barbora (později Důl 1.máj). Začalo hloubení nových jám: 1) Prezident Gottwald III (patřící pod důl Prezident Gottwald) a 2) Barbora V (patřící pod důl Barbora). Hloubení těchto jam se ovšem potýkalo s různými problémy – průtržemi vody a plynu.
Rozhodování o dalším postupu bylo počátkem padesátých let, v době zinscenovaných procesů, těžké. Expertíza sovětských odborníků doporučila výstavbu nového dolu. Ministerstvo paliv a energetiky toto doporučení respektovalo a Schvalovacím protokolem č. 3131 ze dne 31. srpna 1955 schválilo výstavbu Dolu Suchá-Stonava.
Samotné založení je datováno na 1. května 1957, v tomto měsíci se také začalo s hloubením první jámy (tzn. Su-Sto I). To už probíhaly otvírkové práce ze 6. patra Dolu 1.máj., a proto bylo vyčleněno tzv. Přídatkové sušsko-stonavské pole pro těžbu Dolu 1.máj.
První uhlí bylo vytěženo  15. listopadu 1960. V prvních letech existence byl důl úzce spojen s dolem 1. Máj, přičemž vytěžené uhlí se upravovalo až na dole Doubrava. Úpravna uhlí byla na dole zprovozněna až v roce 1964. 1.  ledna 1964 získala lokalita svůj název – důl 9. květen. Důl získal samostatnost v roce 1965, kdy se oddělil od dolu 1. máj. V tomto roce taktéž vytěžil přes 1 mil. Tun uhlí. Důl byl z velké části mechanizovaný – již v roce 1963 činil podíl kombajnové těžby 93 procent. Na přelomu šedesátých a sedmdesátých se prováděla otvírka 8. patra dolu. Od 80. let 20. století se roční těžba pohybuje okolo 1,4 mil tun uhlí. V tomto období také dochází k těžbě v mocných slojích a nasazují se dobývací komplexy. V roce 1985 dosáhl důl nejvyšší roční těžby – 1,577 mil. tun uhlí.
1. dubna 1988 byl důl opět připojen k dolu 1. máj. Na konci 80. let 20. století také došlo k otvírce 9 patra. 1. dubna 1990 se důl opět osamostatnil, ale v roce 1995 byl (jako závod 3) připojen k dolu Darkov, který se stal následníkem  dolu 1. máj. V srpnu 2001 byl důl zapojen do společného větracího systému a byla zprovozněna linka dálkové pásové dopravy, díky které došlo k zrušení pravidelné těžby jámou Su-Sto I a ukončení provozu úpravárenského komplexu II v této lokalitě.

### Ukončení těžby
Symbolický poslední vozík uhlí byl v dole vytěžen 24. března 2016. Oficiálně byla hornická činnost ukončena 31. března 2016. Likvidace důlních děl proběhla v roce 2017.

## Roční těžba uhlí
| rok      | roční těžba tunách |
| -------- | ------------------ |
| 1960     | 17 000             |
| 1965     | přes 1 000 000     |
| 80. léta | okolo 1 400 000    |
| 1985     | 1 577 000          |